# 挪威奮進號
挪威奮進號是挪威郵輪（Norwegian Cruise Line）旗下的一艘豪華郵輪，又稱挪威精神號、挪威之勇號，於1998年9月24日下水，註冊地為巴哈馬。郵輪全長881尺，寬105尺，共14層，可搭載2980人（乘客2018人、船員962人），排水量75,338噸，航速24節。船上有游泳池、健身房、賭場，電影院等設備。挪威奮進號前身是麗星郵輪（Star Cruises）旗下的獅子星號（SuperStar Leo）。
挪威郵輪於2023年6月20日宣布和台灣雄獅集團合作，由挪威郵輪國際副總裁Jason Krimmel與雄獅集團董事長王文傑簽署戰略合作MOU，由雄獅集團引進該船前來亞洲，改名為「挪威奮進號」，於2024年6月至9月以台灣基隆、高雄為雙母港，進行26趟次至澎湖、日本（沖繩、九州、本州）、韓國（釜山、濟州島）的郵輪航行旅行。

## 改裝
挪威郵輪在疫情期間擴大投資，投入超過1億美金（32億台幣）改裝挪威奮進號，改裝後的奮進號於2021年正式下水提供服務，以號稱是挪威郵輪最新改裝的船艦，定期航行於加拿大溫哥華-美國阿拉斯加（4-10月）、澳洲-紐西蘭（11月-3月），提供旅客郵輪服務及岸上觀光。
挪威奮進號經改裝後，強調「升級」賣點：包括內裝及設備、餐食、酒吧、服務人員專業度、電子化管理行程（如：App、船上觸碰螢幕）及自由閒逸旅行風格。

## 船上餐食
挪威奮進號共有14種餐食選擇，其中包含7間免費餐廳、6間付費餐廳及Room Service客房服務。

### 免費餐廳
- 24小時餐酒館：The Local
- 主餐廳：Taste
- 主餐廳：Windows
- 自助餐廳：Garden Cafe
- 亞洲餐廳：Silks
- 餐酒館：Bier Garden
- 戶外餐酒館：The great outdoors

### 付費餐廳
- 義大利餐廳：ONDA
- 法式餐廳：Le Bistro
- 西餐廳：Cagney's Steakhouse
- 日式餐廳：Tenpanyaki
- 日式餐廳：Sushi Bar
- 大廳咖啡小點：Atrium Cafe

## 歷史

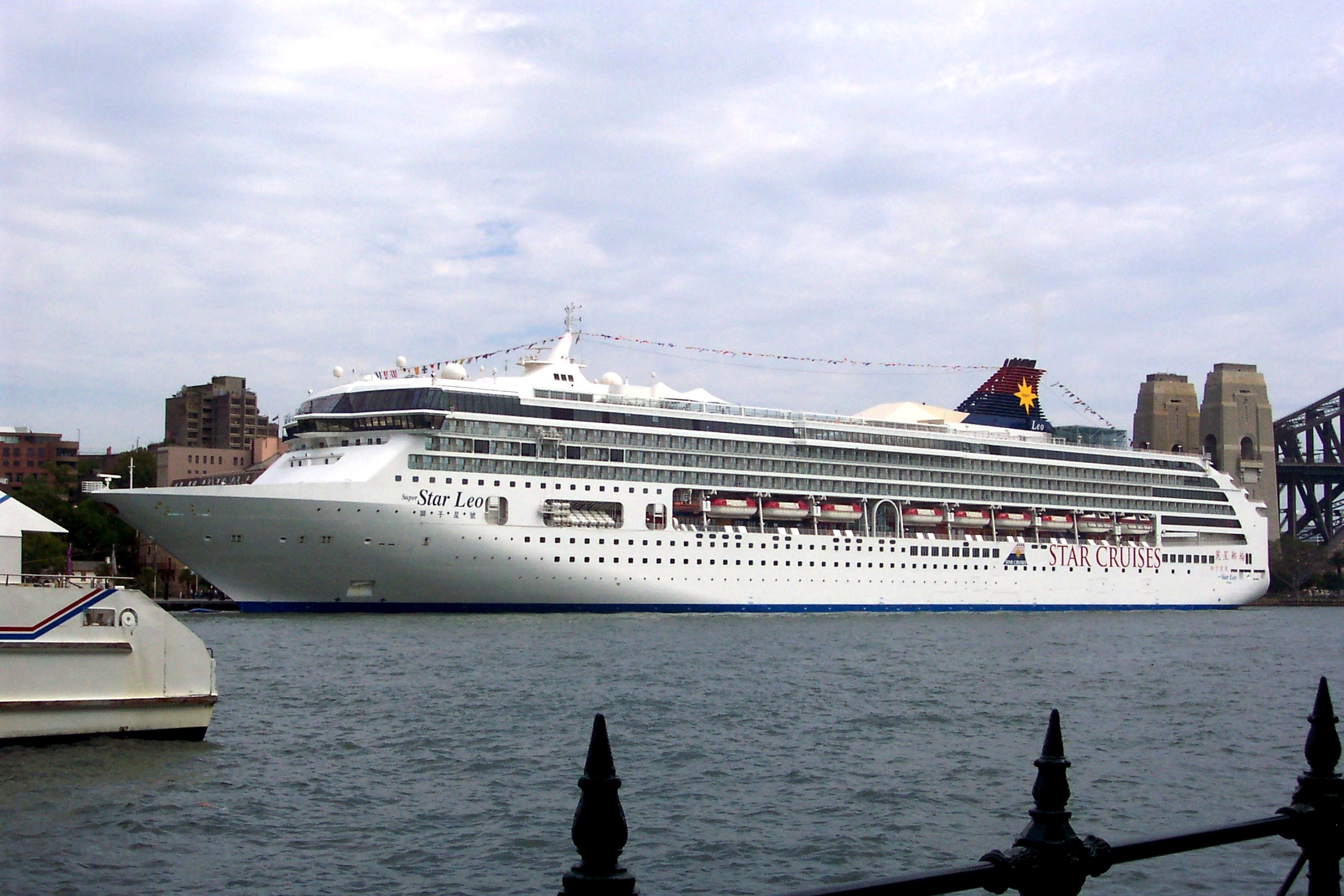
前“獅子星號”，攝於2004年悉尼港

該船由德國的Meyer Werft建造。在1998年被命名為SuperStar Leo，這艘船是麗星郵輪Leo級別中的第一艘。她於1998年以新加坡作為母港，並經營去往馬來西亞和泰國的2-5晚航行。一年後，處女星號抵達新加坡。該船於1999年9月10日起以香港作為母港，並提供去往中國本土，海南，越南和南中國海的1至5晚航行。
2003年，獅子星號由於亞洲SARS疫情轉移到澳大利亞營運，之後返回香港。
2004年，當時是姊妹公司的挪威郵輪公司（NCL）計劃推出美國之傲號，然而在完工之前，Lloyd Werft船廠被暴風雨襲擊，該船部分沉沒。為了滿足已經預訂的“美國之傲號”遊輪，“挪威天空號”被立即作為“阿羅哈的驕傲”投入使用。為了彌補意外事件，獅子星號被轉移到NCL船隊，她的原訂航次也被取消，麗星郵輪須向乘客退款或提供改期，獅子星號經過兩週的改裝後，船隻更名為挪威精神號，準備承擔挪威天空號的計劃航行。
2005年，挪威精神號撞在朱諾的碼頭上，造成輕微損壞。2007年，挪威精神號再次撞擊碼頭，這次是在紐約港。這兩次船舶都進行了修理。 2008年5月25日上午9點左右，挪威精神號在前往東加勒比海的八日遊結束時與紐約市的90號碼頭撞擊，損壞了停車場的支撐柱和船頭。
2006年1月，挪威精神號在托爾托拉島的海岸外遇到了瘋狗浪。
2011年3月，由於船上有一人死亡和一次對墨西哥碼頭的碰撞，挪威精神號晚點了12個小時。

## 軼事
日本電視連續劇《熱烈的中華飯店》曾於船上拍攝，此劇已於2003年1月8日－2003年3月12日播映。

## 外部連結
- 挪威郵輪公司挪威精神號網頁 （页面存档备份，存于）
- 挪威郵輪公司中國大陸官網挪威精神號網頁